# ヒメヤマセミ

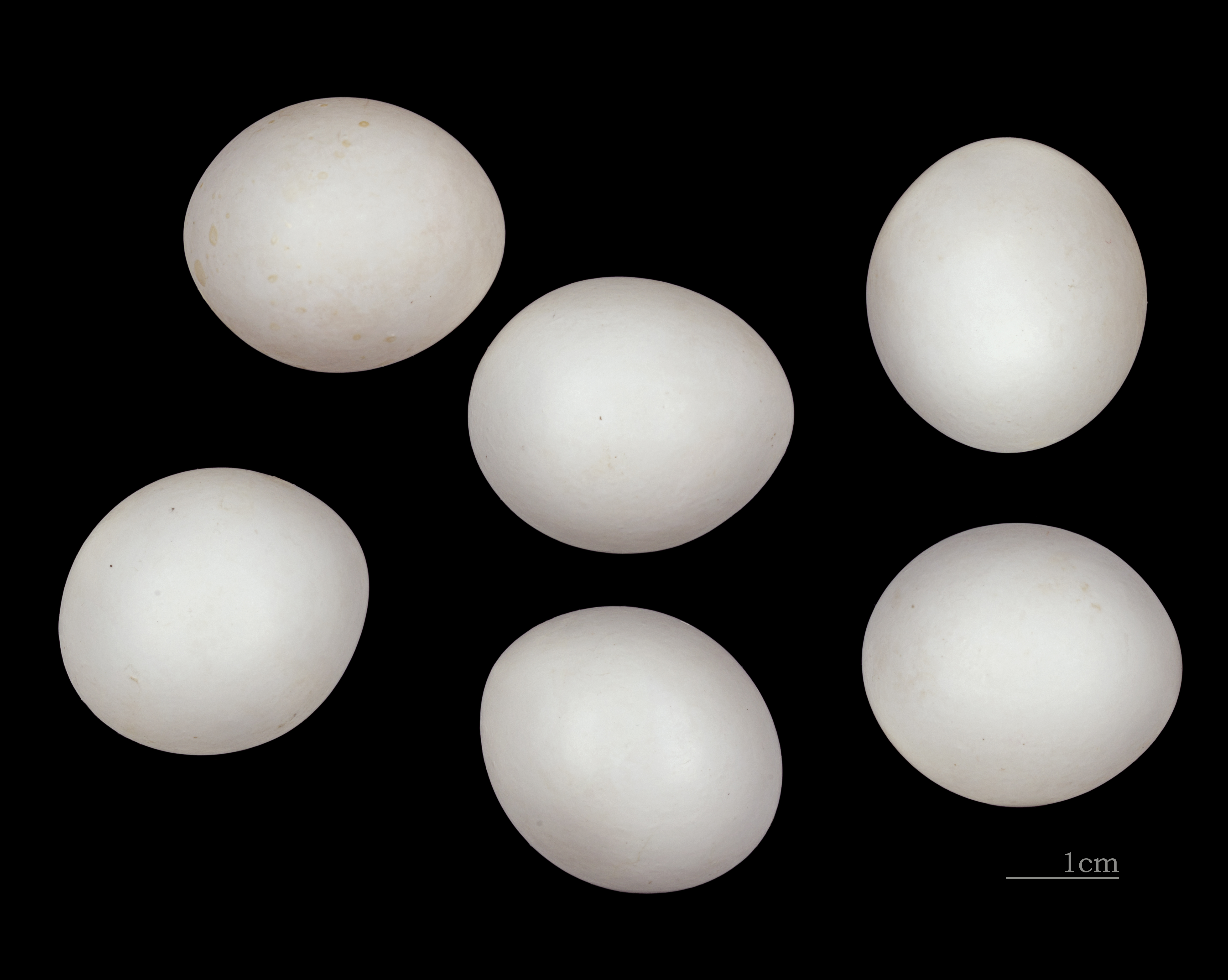
Ceryle rudis

ヒメヤマセミ（姫山翡翠、姫山魚狗、学名：Ceryle rudis）は、ブッポウソウ目カワセミ科に分類される鳥類の一種。

## 分布
アフリカから中東、南アジアに分布する。

## 形態
全長は25cmほどで、ヤマセミよりかなり小さい。

## 生態
ホバリングから飛び込んでえものをとる割合が多く、大きな河川や湖などにも生息している。
飛び込む際には太陽を背にして飛び込むのが特徴で、昼間は上から、朝夕は斜めに飛び込む。魚たちから見るとヒメヤマセミの姿は太陽の中に隠れて見えないことになり、獲物の魚に逃げられないための工夫と考えられる。